# Justicia candida
Justicia candida är en akantusväxtart som beskrevs av Raymond Benoist. Justicia candida ingår i släktet Justicia och familjen akantusväxter. Inga underarter finns listade i Catalogue of Life.